# Бруно Маїні
Бруно Маїні (італ. Bruno Maini, нар. 9 січня 1908, Болонья — пом. 30 травня 1992, там само) — італійський футболіст, що грав на позиції нападника. По завершенні ігрової кар'єри — тренер.
Виступав, зокрема, за клуб «Болонья».
Чотириразовий чемпіон Італії, дворазовий володар кубка Мітропи..

## Клубна кар'єра
У дорослому футболі дебютував 1926 року виступами за команду клубу «Болонья», в якій провів два сезони, взявши участь у 8 матчах чемпіонату.
Для набуття ігрового досвіду був відправлений у команду «Ліворно», де добре себе зарекомендував, забивши 18 голів у чемпіонаті. Після повернення до «Болоньї» став гравцем основи. У першому ж сезоні після повернення забив 20 голів, що є особистим рекордом результативності для гравця у національному чемпіонаті. Відіграв за команду наступні дванадцять сезонів своєї ігрової кар'єри. 
У складі клубу двічі перемагав у кубку Мітропи, престижному турнірі для найсильніших команд Центральної Європи. У 1932 році «Болонья» здобула трофей, пройшовши лише двох суперників: празьку «Спарту» у чвертьфіналі (5:0, 0:3, два голи у першій грі на рахунку Бруно) і віденський «Ферст» у півфіналі (2:0, 0:1, Маїні забив перший гол своєї команди). Фінальна гра не відбулась через дискваліфікацію обох інших півфіналістів, тому «Болонья» отримала титул автоматично.
У 1934 році вдруге здобув кубок Мітропи. Команда на своєму шляху пройшла угорські команди «Бочкаї» (2:0, 1:2) у 1/8 фіналу і «Ференцварош» (1:1, 5:1) у 1/2 фіналу, а також австрійські «Рапід» (6:1, 1:4) у 1/4 фіналу і «Адміру» (2:3, 5:1) у фіналі. Бруно зіграв в усіх матчах і забив три голи: по одному у кожному з півфіналів і ще один другому фінальному матчі. 
У 1936 році «Болонья» зуміла перервати п'ятирічну гегемонію туринського «Ювентуса» і здобула звання чемпіона Італії, випередивши на одне очко «Рому». Починаючи з цього сезону, Бруно Маїні здобув з командою чотири чемпіонських титули за шість років.
Завершив професійну ігрову кар'єру в клубі «Феррара», за команду якого виступав протягом 1941—1943 років.

## Кар'єра тренера
Розпочав тренерську кар'єру, ще продовжуючи грати на полі, 1942 року, очоливши тренерський штаб клубу «Феррара».
Останнім місцем тренерської роботи був клуб «Равенна», головним тренером команди якого Бруно Маїні був протягом 1948 року.
Помер 30 травня 1992 року на 85-му році життя у місті Болонья.

## Статистика виступів

### Статистика клубних виступів
| Сезон            | Команда          | Чемпіонат        | Чемпіонат | Чемпіонат |
| Сезон            | Команда          | Ліга             | Ігор      | Голів     |
| ---------------- | ---------------- | ---------------- | --------- | --------- |
| 1925–26          | «Болонья»        | 1D               | 0         | 0         |
| 1926–27          | «Болонья»        | ЧІ               | 6         | 2         |
| 1927–28          | «Болонья»        | ЧІ               | 2         | 0         |
| 1928–29          | «Ліворно»        | 1D               | 27        | 18        |
| 1929–30          | «Болонья»        | A                | 29        | 20        |
| 1930–31          | «Болонья»        | A                | 29        | 14        |
| 1931–32          | «Болонья»        | A                | 33        | 19        |
| 1932–33          | «Болонья»        | A                | 33        | 4         |
| 1933–34          | «Болонья»        | A                | 30        | 5         |
| 1934–35          | «Болонья»        | A                | 25        | 6         |
| 1935–36          | «Болонья»        | A                | 23        | 4         |
| 1936–37          | «Болонья»        | A                | 11        | 2         |
| 1937–38          | «Болонья»        | A                | 22        | 11        |
| 1938–39          | «Болонья»        | A                | 17        | 1         |
| 1939–40          | «Болонья»        | A                | 18        | 0         |
| 1940–41          | «Болонья»        | A                | 13        | 1         |
| Усього «Болонья» | Усього «Болонья» | Усього «Болонья» | 291       | 89        |
| 1941–42          | «Феррара»        | C                | 22        | 3         |
| 1942–43          | «Феррара»        | C                | 13        | 1         |
| Усього Феррара   | Усього Феррара   | Усього Феррара   | 35        | 4         |
| Усього Серія A   | Усього Серія A   | Усього Серія A   | 283       | 87        |

### Статистика виступів у кубку Мітропи
| №                      | Розіграш               | Стадія                 | Дата та місце проведення | Команда 1              | Рахунок                                              | Команда 2         | Голи та інші дії |
| ---------------------- | ---------------------- | ---------------------- | ------------------------ | ---------------------- | ---------------------------------------------------- | ----------------- | ---------------- |
| 1                      | 1932                   | 1/4                    | 10.06.1932, Болонья      | Болонья                | 5:0                                                  | Спарта (Прага)    | 16' 20'          |
| 2                      | 1932                   | 1/4                    | 28.06.1932, Прага        | Спарта (Прага)         | 3:0                                                  | Болонья           |                  |
| 3                      | 1932                   | 1/2                    | 10.07.1932, Болонья      | Болонья                | 2:0 [Архівовано 25 лютого 2021 у Wayback Machine.]   | Ферст Вієнна      | 60'              |
| 4                      | 1932                   | 1/2                    | 17.07.1932, Відень       | Ферст Вієнна           | 1:0 [Архівовано 25 лютого 2021 у Wayback Machine.]   | Болонья           |                  |
| 5                      | 1934                   | 1/8                    | 17.06.1934, Болонья      | Болонья                | 2:0 [Архівовано 5 травня 2021 у Wayback Machine.]    | Бочкаї (Дебрецен) |                  |
| 6                      | 1934                   | 1/8                    | 24.06.1934, Будапешт     | Бочкаї (Дебрецен)      | 2:1 [Архівовано 5 травня 2021 у Wayback Machine.]    | Болонья           |                  |
| 7                      | 1934                   | 1/4                    | 1.07.1934, Болонья       | Болонья                | 6:1 [Архівовано 25 лютого 2021 у Wayback Machine.]   | Рапід (Відень)    |                  |
| 8                      | 1934                   | 1/4                    | 8.07.1934, Відень        | Рапід (Відень)         | 4:1 [Архівовано 25 лютого 2021 у Wayback Machine.]   | Болонья           |                  |
| 9                      | 1934                   | 1/2                    | 15.07.1934, Будапешт     | Ференцварош            | 1:1 [Архівовано 5 травня 2021 у Wayback Machine.]    | Болонья           | 12'              |
| 10                     | 1934                   | 1/2                    | 22.07.1934, Болонья      | Болонья                | 5:1 [Архівовано 5 травня 2021 у Wayback Machine.]    | Ференцварош       | 30'              |
| 11                     | 1934                   | Фінал                  | 5.09.1934, Відень        | Адміра (Відень)        | 3:2 [Архівовано 25 лютого 2021 у Wayback Machine.]   | Болонья           |                  |
| 12                     | 1934                   | Фінал                  | 9.09.1934, Болонья       | Болонья                | 5:1 [Архівовано 25 лютого 2021 у Wayback Machine.]   | Адміра (Відень)   | 22'              |
| 13                     | 1936                   | 1/8                    | 21.06.1936, Болонья      | Болонья                | 2:1 [Архівовано 5 листопада 2020 у Wayback Machine.] | Аустрія (Відень)  | 7'               |
| 14                     | 1936                   | 1/8                    | 28.06.1936, Відень       | Аустрія (Відень)       | 4:0 [Архівовано 25 лютого 2021 у Wayback Machine.]   | Болонья           |                  |
| 15                     | 1937                   | 1/8                    | 25.06.1937, Відень       | Аустрія (Відень)       | 5:1 [Архівовано 5 листопада 2020 у Wayback Machine.] | Болонья           |                  |
| 16                     | 1939                   | 1/4                    | 18.06.1939, Бухарест     | Венус (Бухарест)       | 1:0                                                  | Болонья           | Капітан команди  |
| 17                     | 1939                   | 1/4                    | 25.06.1939, Болонья      | Болонья                | 5:0                                                  | Венус (Бухарест)  | 46'              |
| 18                     | 1939                   | 1/2                    | 9.07.1939, Болонья       | Болонья                | 3:1 [Архівовано 7 квітня 2020 у Wayback Machine.]    | Ференцварош       | Капітан команди  |
| 19                     | 1939                   | 1/2                    | 16.07.1939, Будапешт     | Ференцварош            | 4:1 [Архівовано 7 квітня 2020 у Wayback Machine.]    | Болонья           | Капітан команди  |
| Всього в кубку Мітропи | Всього в кубку Мітропи | Всього в кубку Мітропи | Всього в кубку Мітропи   | Всього в кубку Мітропи | 19                                                   | Голи              | 8                |

## Титули і досягнення
- Чемпіон Італії (4):

«Болонья»: 1935–1936, 1936–1937, 1938–1939, 1940–1941
- Срібний призер чемпіонату Італії (3):

«Болонья»: 1926–1927, 1931–1932, 1931–1932
- Володар кубка Мітропи (2):

«Болонья»: 1932, 1934